# Aeroportul Internațional Tampa
Aeroportul Internațional Tampa (IATA: TPA, ICAO: KTPA, FAA LID: TPA) este un aeroport din Comitatul Hillsborough, Florida, Florida, Statele Unite ale Americii ce deservește zona Tampa. Aeroportul a fost tranzitat în 2023 de 23.948.889 de pasageri. A fost deschis în 1928 și numit după zona deservită.
Situat la o altitudine de 8 m, aeroportul dispune de 3 piste.

## Infrastructură

### Piste
Aeroportul dispune de 3 piste: 
- pista 01L/19R din beton, cu dimensiunile 11.002 picioare × 150 picioare
- pista 01R/19L din beton, cu dimensiunile 8.300 picioare × 150 picioare
- pista 10/28 din beton, cu dimensiunile 6.999 picioare × 150 picioare